# 阿维龙
阿维龙（法語：Aviron，法語發音：[aviʁɔ̃]）是法国厄尔省的一个市镇，属于埃夫勒区。

## 地理
阿维龙（49°3'35"N, 1°7'17"E）面积7.32 平方千米，位于法国诺曼底大区厄尔省，该省份为法国北部内陆省份，北起滨海塞纳省，西接奧恩省和卡爾瓦多斯省，南至厄尔-卢瓦省，东临瓦兹省、瓦兹河谷省和伊夫林省。
与阿维龙接壤的市镇（或旧市镇、城区）包括：埃夫勒、戈维尔拉康帕涅、格拉维尼、勒梅尼勒菲盖、诺芒维尔。

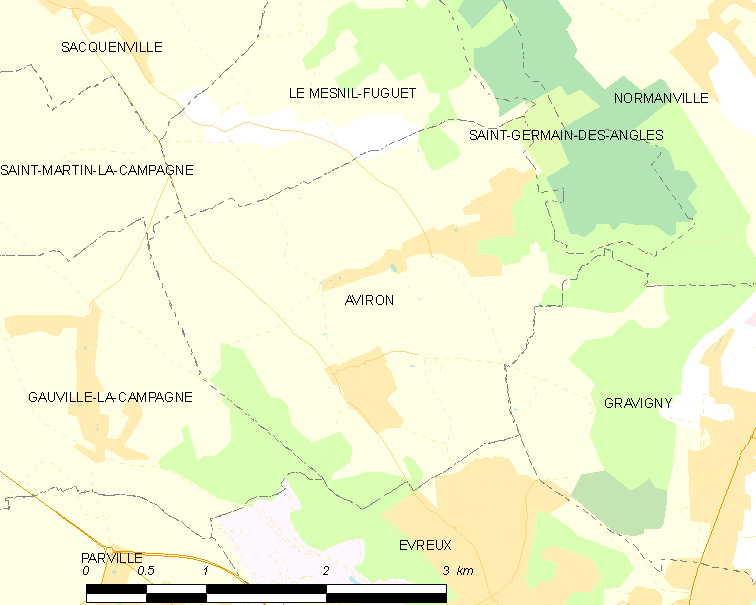
阿维龙的OSM定位图

阿维龙的时区为UTC+01:00、UTC+02:00（夏令时）。

## 行政
阿维龙的邮政编码为27930，INSEE市镇编码为27031。

## 政治
阿维龙所属的省级选区为埃夫勒第二县。

## 人口

1962-2008年间阿维龙人口变化图示

阿维龙于2022年1月1日时的人口数量为1098人。